# 喙裂瓜
喙裂瓜（学名：Schizopepon bomiensis），为葫芦科裂瓜属下的一个植物种。